# Papel kraft
Papel kraft é um tipo de papel fabricado a partir de uma mistura de fibras de celulose curtas e longas, provenientes de polpas de madeiras macias. Esta mistura de fibras confere a este tipo de papel características de resistência mecânica com bom desempenho para o seu processamento em máquinas e uma relativa maciez.
Pode ser laminado com alumínio, recoberto com parafina ou ainda com resinas plásticas (polímeros) a quente.
Estas propriedades e capacidades de processamento permitem que seja usado para produzir sacos e sacolas, envelopes para correspondência e cartonagens diversas (como pequenas caixas, como as para produtos de cosmética e higiene, confecções, bijuterias, etc).
O papel do tipo kraft é matéria prima para a produção de papelão ondulado.

## References
1. ↑  «Cartão Kraft: onde comprar e recursos de aplicação»